# Wilgotne lasy tropikalne w Queensland
Wilgotne lasy tropikalne w Queensland (ang. Wet Tropics of Queensland) – obszar na północno-wschodnim wybrzeżu Australii w stanie Queensland o długości około 450 km, mający powierzchnię 893 453 ha, porośnięty głównie tropikalnymi lasami deszczowymi, wpisany na listę światowego dziedzictwa UNESCO w 1988 roku.

## Położenie
Obszar leży na północno-wschodnim wybrzeżu Australii w stanie Queensland o długości około 450 km, ma powierzchnię 893 453 ha. Teren jest zamieszkiwany przez ponad 20 tysięcy rdzennych mieszkańców, należących do co najmniej 20 plemion i 120 klanów.

## Środowisko przyrodnicze
Obszar jest bardzo zróżnicowany – występują tu duże połacie lasów poprzecinane m.in. dzikimi rzekami z wodospadami, wąwozami oraz nadmorskie plaże.
Na chronionym obszarze rosną głównie tropikalne lasy deszczowe rosnące od czasów Gondwany, stanowiące relikty wielkiego lasu gondwańskiego, który pokrywał obszar Australii i część Antarktyki około 50-100 mln lat temu (lasy te są starsze od puszczy amazońskiej o 80 mln lat). W rejonie Hinchinbrook Channel rosną namorzyny, jedne z najbardziej rozległych w tym rejonie. Występują także lasy zawsze zielone twardolistne. Obszar jest stosunkowo mało przekształcony przez człowieka, pomimo m.in. terenów pogórniczych i dróg oraz wykorzystania nizinnych lasów na potrzeby rolnictwa, większość terenu nie jest zdegradowana.
W klasyfikacji ekoregionów według World Wide Fund for Nature (WWF) odpowiada obszarowi AA0117 Queenslandzkie lasy deszczowe (Queensland tropical rain forests).

### Fauna i flora
Teren zamieszkują liczne prymitywne, archaiczne, endemiczne i reliktowe gatunki zwierząt i roślin, m.in. torbacze. Występuje tu ponad 3000 gatunków roślin naczyniowych z 224 rodzin (w tym dwóch endemicznych), z czego 576 gatunków i 44 rodzaje stanowią endemity. Wykazano występowanie 107 gatunków ssaków, w tym 11 gatunków endemicznych, zaobserwowano 368 gatunków ptaków, z czego 11 to gatunki endemiczne, m.in. kazuary. Występuje tam 113 gatunków gadów, z czego 24 gatunki są endemiczne. Spośród płazów zarejestrowano 51 gatunków, w tym 22 endemiczne. Przyroda tego obszaru jest nadal badana, wciąż są odkrywane nowe gatunki.

## Historia ochrony
Aby zapobiec utracie siedlisk, w 1987 roku zakazano wycinki drzew na obszarze Wet Tropics. Teren został wpisany na listę światowego dziedzictwa UNESCO w 1988 roku jako obszar o „wyjątkowej powszechnej wartości” (ang. outstanding universal value), który spełniał cztery kryteria wpisu (VII, VIII, IX i X). Międzynarodowa Unia Ochrony Przyrody uznała ten obszar za drugi najistotniejszy pod względem niezastępowalności obiekt na tejże liście. Dzięki rządowemu dokumentowi Environment Protection and Biodiversity Conservation Act 1999 wszystkie obszary z listy światowego dziedzictwa UNESCO na terenie Australii zyskały dodatkową ochronę, gdyż każde działanie, które mogłoby wpłynąć na kondycję chronionych terenów musi zostać zaakceptowane przez odpowiedniego ministra. W 2012 roku australijski rejestr National Heritage List uwzględnił także kulturowe walory regionu, takie jak: tradycje rdzennych mieszkańców, ich umiejętności w przygotowywaniu jedzenia, w tym ich znajomość roślin trujących.

### Obszary chronione
Ponad 87% obszaru objętego wpisem UNESCO obejmuje ochrona jako: parki narodowe, conservation parks, lasy państwowe, rezerwaty leśne. Najpopularniejsze obszary chronione to:
- Barron Gorge National Park(inne języki)
- Clump Mountain National Park(inne języki)
- Crater Lakes National Park(inne języki)
- Curtain Fig National Park(inne języki)
- Daintree National Park(inne języki)
- Danbulla National Park(inne języki)
- Dinden National Park(inne języki)
- Djiru National Park(inne języki)
- Girramay National Park(inne języki)
- Girringun National Park(inne języki)
- Kalkajaka National Park(inne języki)
- Kuranda National Park(inne języki)
- Kirrama National Park(inne języki)
- Koombooloomba National Park(inne języki)
- Kurrimine Beach National Park(inne języki)
- Macalister Range National Park(inne języki)
- Mount Hypipamee National Park(inne języki)
- Mount Lewis National Park(inne języki)
- Mowbray National Park(inne języki)
- Paluma Range National Park(inne języki)
- Russell River National Park(inne języki)
- Tully Falls National Park(inne języki)
- Tully Gorge National Park(inne języki)
- Wooroonooran National Park(inne języki)
- Herberton Range Conservation Park
- Koombooloomba Conservation Park

## Galeria

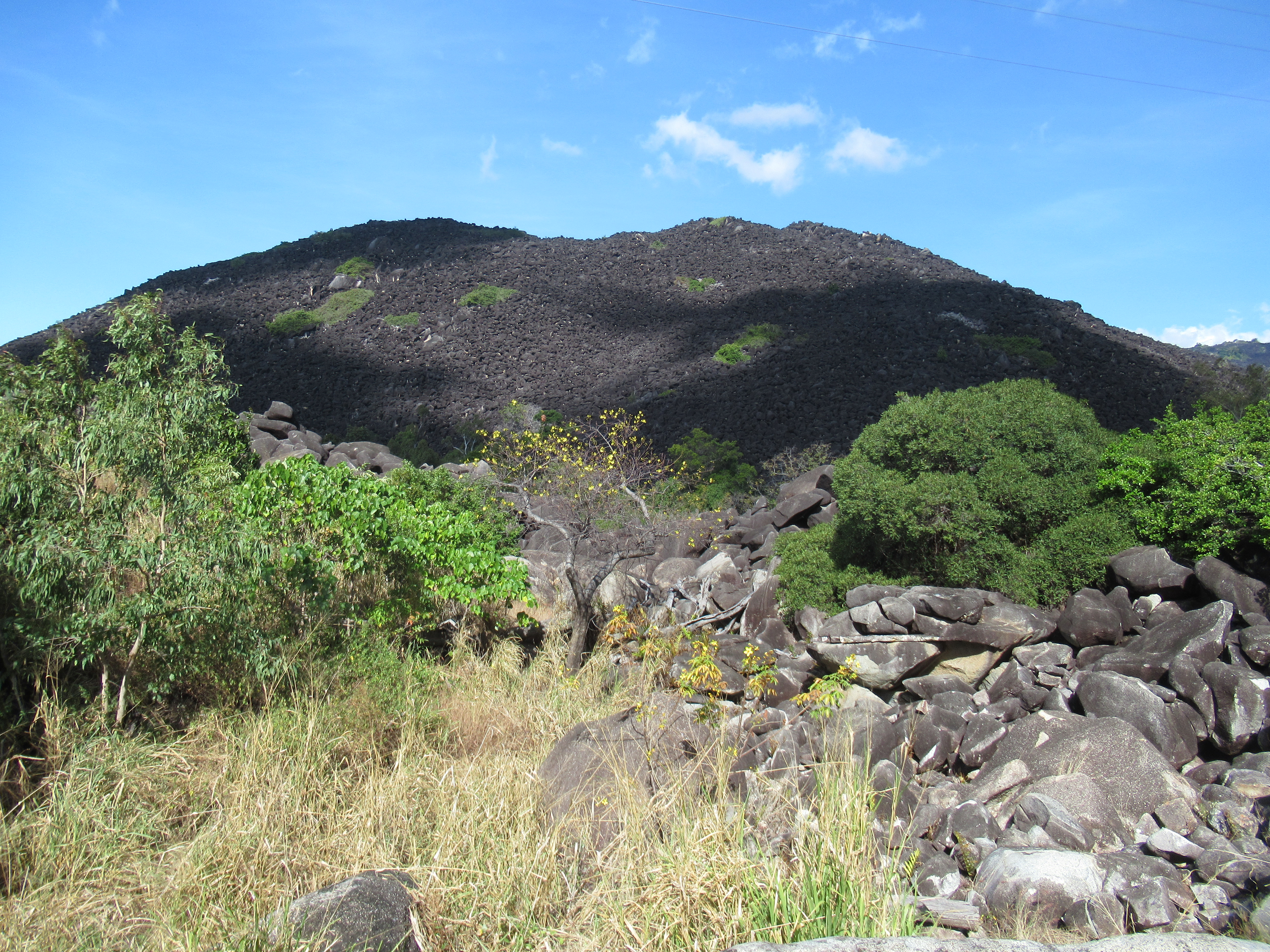
Kalkajaka National Park
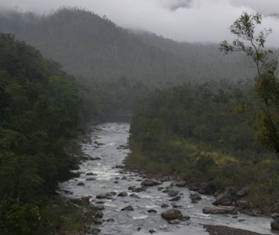
Tully Gorge National Park
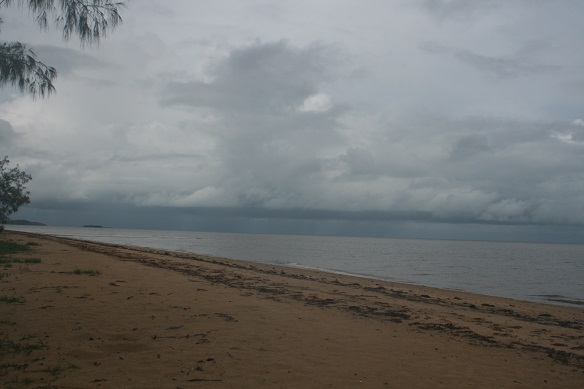
Kurrimine Beach National Park
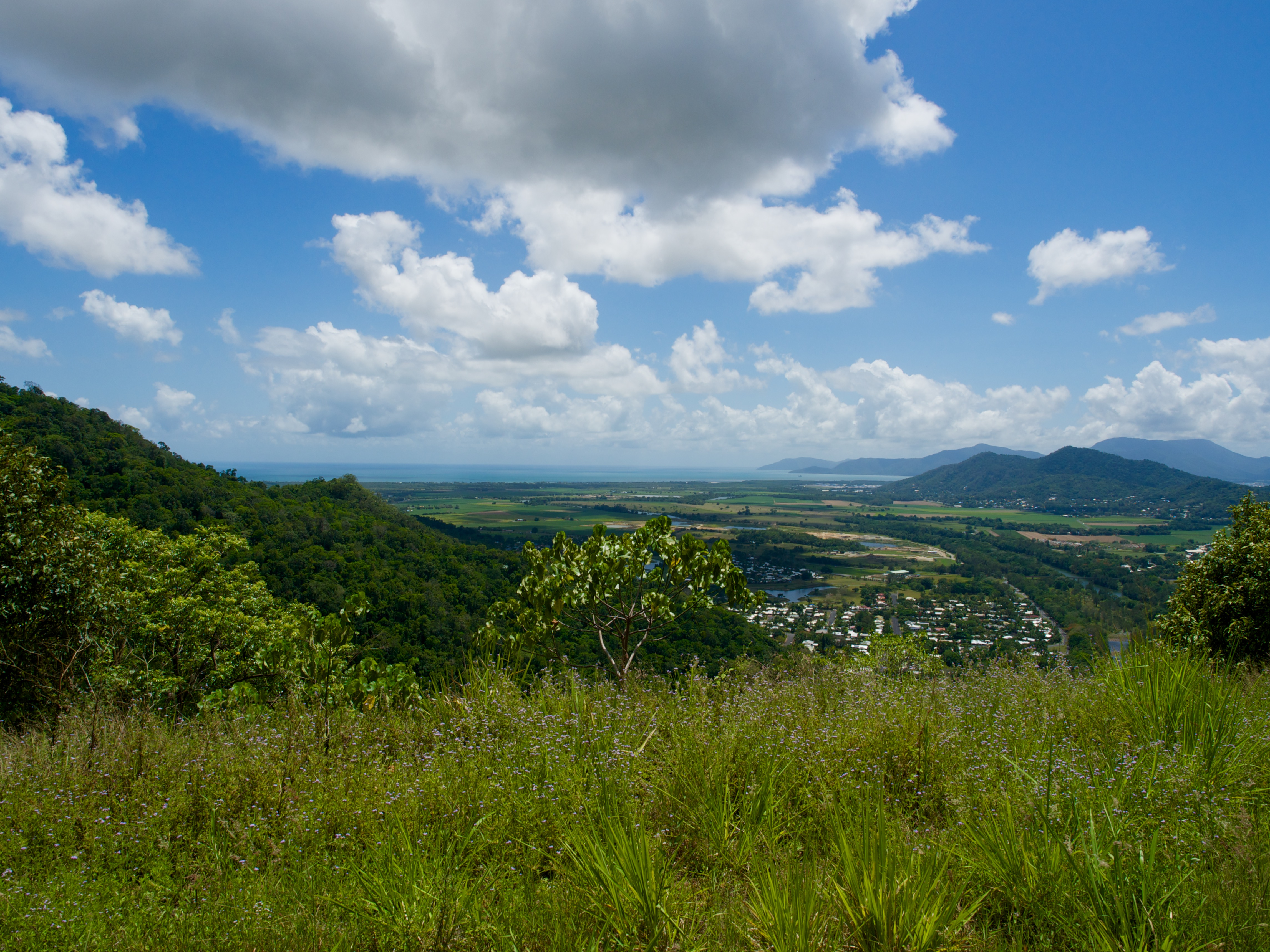
Kuranda National Park
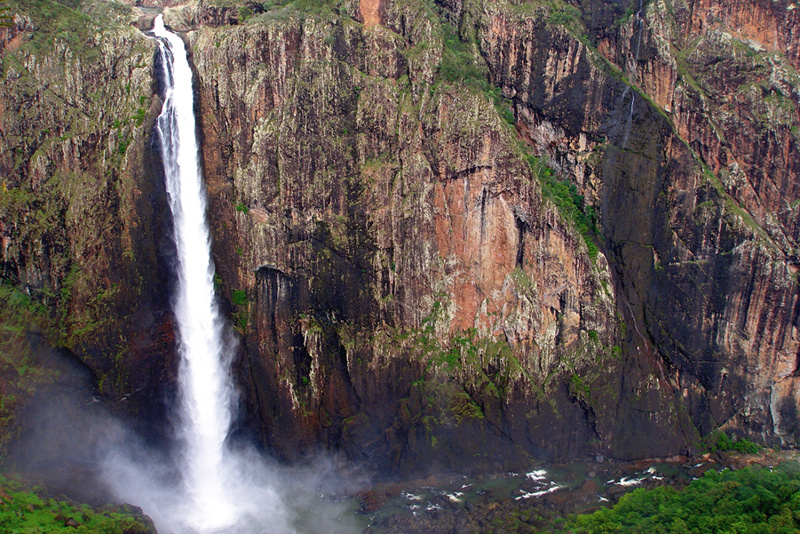
Wallaman Falls w Girringun National Park
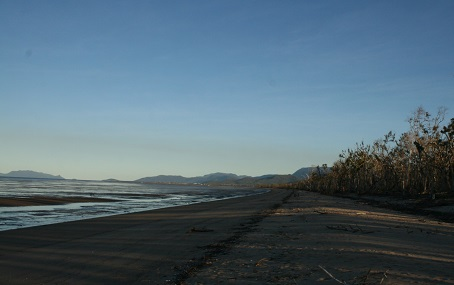
Girramay National Park
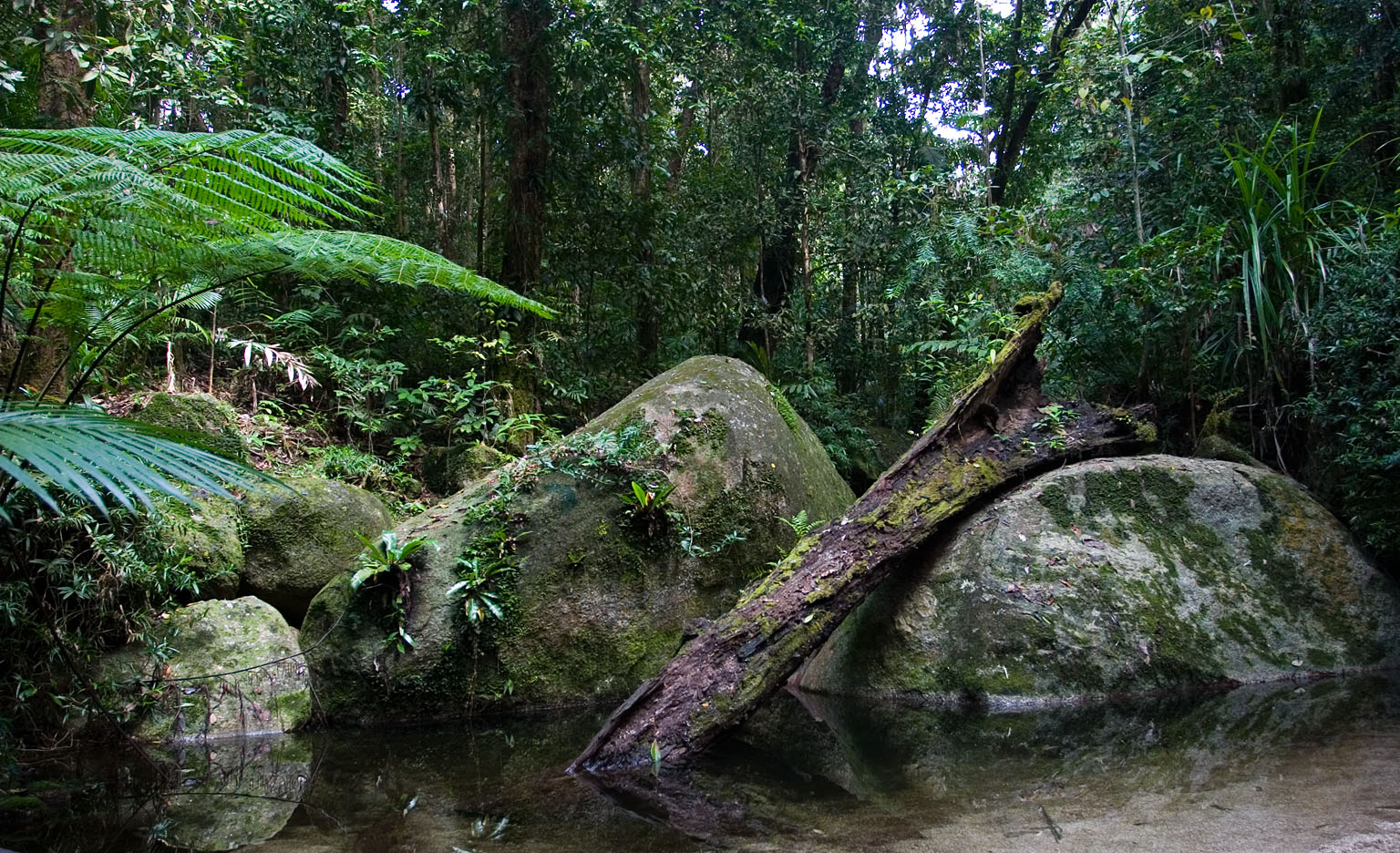
Daintree National Park
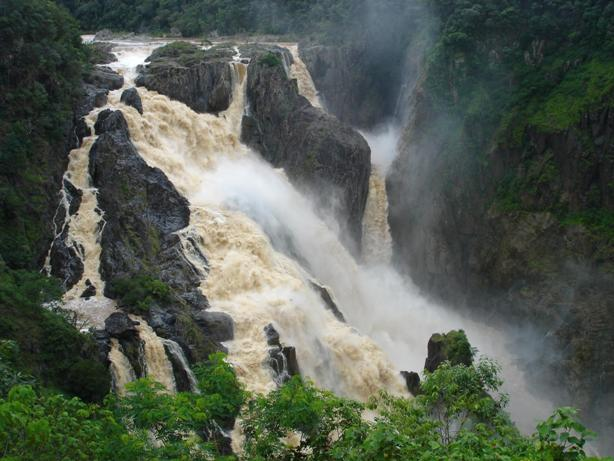
Barron Falls w Barron Gorge National Park
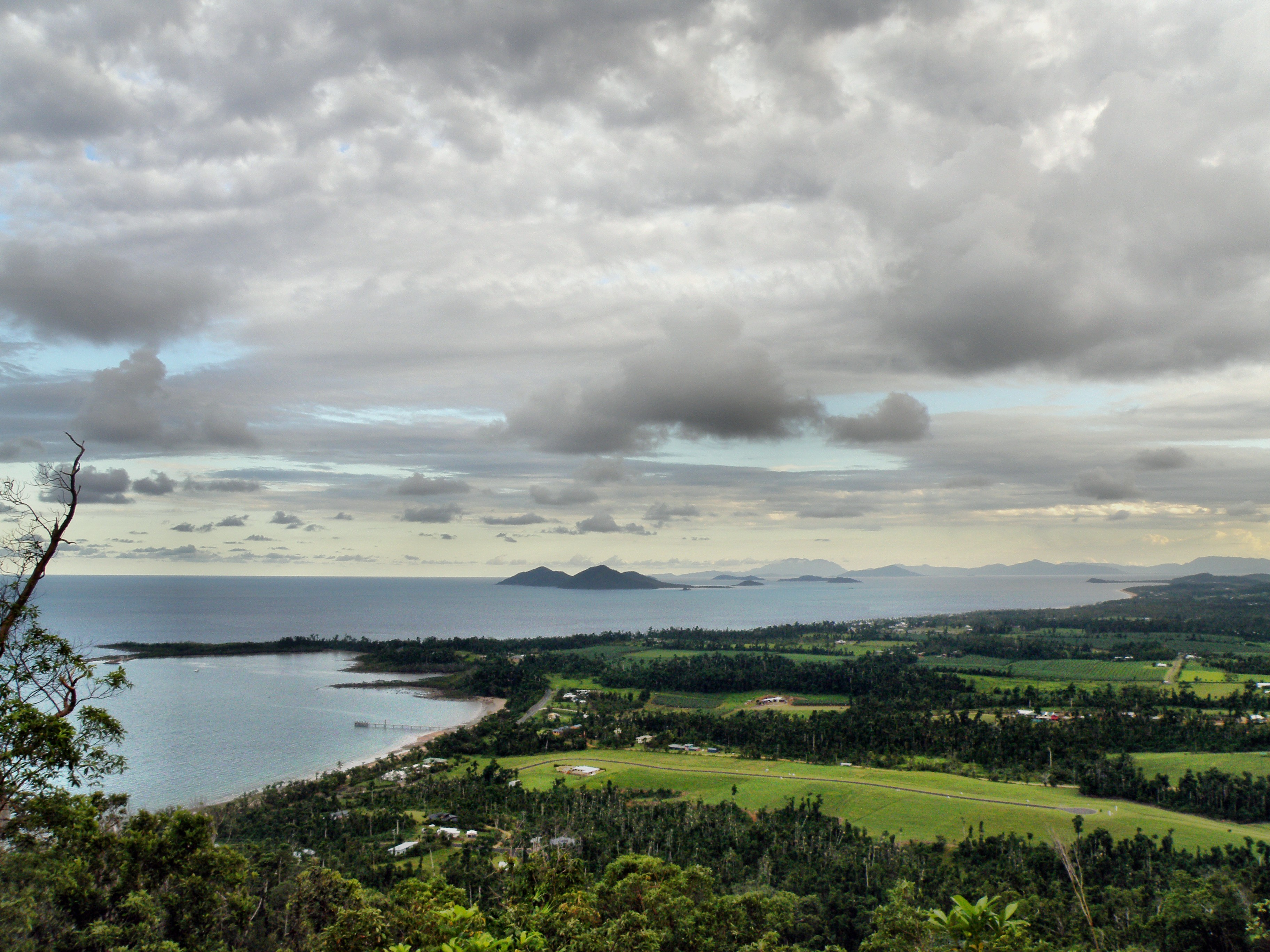
Clump Mountain National Park